# Садофьев, Илья Иванович
Илья Иванович Садофьев (12 июля 1889, Санкт-Петербург, Российская империя — 17 июля 1965, Ленинград) — русский советский поэт и переводчик, редактор, журналист, рабочий корреспондент.

## Биография

### Детство
Родился в Санкт-Петербурге в семье сезонного рабочего родом из села Серебряные Пруды Тульской губернии. Отец Ильи был строгальщиком завода Сан-Галли в Санкт-Петербурге. В 1894 году с семьей вернулся в Серебряные Пруды. В селе он учился 2 года в земской школе, после чего работал пастушонком.
В 1902 году приехал в Санкт-Петербург, где работал сначала в чайной «мальчиком», затем трудился на заводах.

### Участие в революционном движении. Первые стихи
Принимал участие в революционном движении. Во время революции 1905-го года близко познакомился с революционерами-подпольщиками. Помимо работы, усердно занимался самообразованием, ходил на общеобразовательные курсы при реальном училище А. С. Черняева.
Свои первые стихи Садофьев начал публиковать с 1912 года, в газетах «Правда» и «Стойкая мысль». Главными темами его ранних стихов были тема борьбы с социальной несправедливостью тогдашнего общества, тема труда и революционного подвига.
Продолжая революционную деятельность, Садофьев был рабкором газеты «Правда», имел принадлежность к РСДРП, подвергался преследованиям полиции и администрации заводов, на которых работал, как политически неблагонадёжный. Стихотворение «В заводе», написанное в 1913 году, послужило основанием для привлечения поэта к суду с формулировкой «за возбуждение вражды между рабочими и работодателями».
В декабре 1916 года приговорён к ссылке в Якутию на 6 лет. Начал отбывать наказание, от которого его освободила Февральская революция 1917 года.

### Октябрьская революция 1917 года и послереволюционная деятельность
Во время ВОСР 1917 года Садофьев работал в Ленинградском Пролеткульте, принимал участие в литературной группе «Космист».
После ВОСР состоял в Петросовете, был заседателем революционного трибунала. Являлся членом рабочей дирекции Металлического завода. В 1918 году был издан первый поэтический сборник Садофьева: «Динамо-стихи», который пользовался популярностью и выдержал шесть изданий. Сборник получил положительную оценку В. Брюсова:
Из пролетарских поэтов первого призыва наиболее самостоятелен по форме Илья Садофьев, который не напрасно озаглавил свою книгу «Динамо-стихи» (1918 г.); <...>. Садофьев - поэт сильных восторженных чувств, великого революционного пафоса, для которых он нашел соответственное выражение; <...>. Лучшие стихи Садофьева, как «Изменили пролетарской революции», «Факел победы», «К завтра» и др., едва ли не наибольшее приближение к своему идеалу, какое пока имеет пролетарская поэзия.
Под псевдонимом Аксень-Ачкасов печатался в журнале «Грядущее» .

### Гражданская война и последующая деятельность
Во время Гражданской войны Садофьев был сотрудником Политотдела Юго-Западного фронта, работал в украинских «Окнах Роста».
После Гражданской войны вернулся в Петроград и осуществлял руководство литературным отделом Пролеткульта, затем, в 1924 году, стал главой Ленинградского отделения Всероссийского союза поэтов. Продолжил работу в периодике, много внимания уделял молодым, начинающим поэтам, в том числе поэтам — рабочим корреспондентам (рабкорам). Под его редакцией был издан сборник рабкоровской поэзии «Октябрьские всходы», в котором участвовали А. Касимов, Н. Кубанский, Владимир Соловьёв, Николай Маков, Д. Октябрёв, Е. Базаров и другие.

### НЭП
Время НЭПа Садофьев встретил с непониманием и разочарованием, переключился на темы любви и искусства, однако постепенно вернулся к гражданским темам, связанным с жизнью рабоче-крестьянского государства.

### Великая Отечественная война 1941—1945 годов
Во время Великой Отечественной войны Илья Иванович жил на Урале, осуществлял руководство секцией Свердловского отделения Союза писателей СССР, публиковал стихи в местной прессе, готовил тексты к Окнам ТАСС и плакатам. В 1942 году выпустил книгу стихов «У родимого села». Подготовил антологию уральских поэтов.

### Послевоенная деятельность
После войны Илья Иванович писал стихи в защиту мира, а также создал цикл ленинградских стихов. Занимался литературно-педагогической работой, известен и как переводчик с украинского, белорусского, литовского языков.
Был подвергнут критике в докладе А. Жданова «О журналах „Звезда“ и „Ленинград“»: «в некоторых своих стихах Садофьев и Комиссарова стали подпевать Ахматовой, стали культивировать настроения уныния, тоски и одиночества, которые так любезны душе Ахматовой».
Илья Иванович Садофьев похоронен на Богословском кладбище Санкт-Петербурга на углу Двинской и Петрокрепостной дорожек.

Памятник Илье Садофьеву на Богословском кладбище

## Сборники под редакцией Ильи Садофьева
- Ленин в поэзии 1924—1925: Сборник / Под редакцией И. Садофьева. Л.; М. ГИЗ. 1925[5];
- Сборник произведений разных авторов. Октябрьские всходы: Рабкоровская поэзия. С приложением статьи «Практические сведения о технике стиха» / под ред. И. И. Садофьева. — Ленинград: Гос. изд-во, 1925 (обл. 1926). — 135 с.[5];
- «Антология уральских поэтов», 1942 (?).

## Сочинения
- «Поступь Октября» (поэма), 1917[6];
- «Песни Митька» (баллада в 2-х ч.), изд. Н. А. Грюмберга, П., 1918, перед загл. авт.: Аксень-Ачкасов;
- «Динамо-стихи», изд. «Пролеткульт», Пг., 1918 (1-е и 2-е изд.), 1919 (3-е — 6-е изд.), все в серии «Б-ка „Пролеткульта“»;
- «Окровавленная лестница». Рассказы. П., изд. Пролеткульта, 1920;
- «Сильнее смерти», Поэма, изд. «Космист», Пг., 1922;
- «Огни» (поэма) / Рис. В. Милашевского, Л., Ленингр. правда, 1924;
- «Простей простого», Стихи и поэмы, изд. «Недра», М., 1925;
- «Звонкая кровь. Книга восьмистиший (1920—1926)» / обл. М. Кирнарского, изд. «Прибой», Л., 1927;
- «Крутая жизнь. Стихи и поэмы», изд. «Прибой», Л., 1929;
- «Избранные стихи», М., акц. изд. о-во «Огонек», 1929 (Биб-ка «Огонек» N 477);
- «Неугомонь», изд. «Прибой», Л., 1930;
- «Кованое время», ГИХЛ, М. — Л., 1931;
- «Индустриальным трактором» [Избранные поэмы], ГИХЛ, Л. — М., 1932;
- «Стихотворения», Изд-во писателей в Ленинграде, Л., 1934;
- «У родимого села» / Рис. Т. Эйгес, Свердловск, Свердлгиз, 1942, «Б-чка школьника»;
- «Песня о Родине» (избранные стихотворения), Л., Советский писатель, 1953;
- «Избранное», М. — Л., 1960;
- «Индустриальная свирель» [Вступ. ст. И. Аврааменко], Л., 1971.